# El Espinal (Los Santos)
El Espinal es un corregimiento ubicado en el distrito de Guararé en la provincia panameña de Los Santos.  En el año 2010 tenía una población de 1.243 habitantes y una densidad poblacional de 35.1 personas por km².

## Toponimia y gentilicio
Toma su nombre del castellano espinal, que se refiere a un conjunto de árboles típicos de la región, caracterizados por poseer espinas en sus ramas.